# Molí fortificat Torre Gausa
El Molí fortificat Torre Gausa és un Bé d'interès cultural que es troba al municipi de Sagunt (País Valencià). Està inscrit com  BIC amb anotació ministerial RI - 51-0010923 d'11 de novembre de 2002.

## Situació i descripció
El Molí de Gausa està als afores de la població, als peus del castell de Sagunt, al costat de la barriada del Clot del Moro. A inicis del segle xxi el conjunt es dedica a tasques agrícoles, de manera que encara que presenta un acceptable estat de conservació està molt modificat. La torre, que estaria originalment rematada amb merlets, posseeix una teulada a dues aigües, i en la mateixa destaca un matacà sobre la porta principal, que és de mig punt, amb l'escut d'armes de Múzquiz a la part superior.
El conjunt es compon d'una torre i dues naus. La torre presenta una planta baixa i dues altes. D'aquestes, la baixa i la segona estan cobertes amb volta de canó, mentre que el primer pis està cobert amb revoltó i bigues de fusta. L'accés als pisos que ara es fa per una escala molt inclinada, probablement es faria amb una escala de cargol. El basament de la torre és de maçoneria i mostra una profusió de carreus, especialment a les cantonades, arcs i portes. A la façana d'accés es troba una lladronera o matacà perfectament conservat.
La coberta de les naus és també de volta de canó. Tant l'entrada com l'accés interior a la segona nau s'obren per mitjà d'arcs, el primer de mig punt i el segon escarser. A més en la segona nau, on es troben les dues moles, tenia un altre arc escarser, que ha estat encegat. Al costat sud de la torre, sobre la gola o garguero de la séquia es troba una construcció més moderna amb coberta de teules. La resta del conjunt es cobreix amb plaques de pedra llisa i argamassa. A inicis del segle xxi, la desviació del rec ha fet accessible la gola del molí, i per això ha estat usat pels propietaris com a magatzem. A l'interior es pot observar l'antic emplaçament de les rodes, amb voltes de mig punt cobrint el conjunt. El molí comptava amb un cup gegantí, amb forma de con invertit i una amplada de 3 a 4 metres, que posteriorment es va usar com a corral i galliner.